# 287 f.Kr.
| 287 f.Kr.          |
| ------------------ |
| Dødsfald - Fødsler |
|                    |

## Født
- Den græske matematiker og filosof Arkimedes.

## Dødsfald
- Theofrastos, græsk filosof